# Harry Porter
Pour les articles homonymes, voir Porter.
Harry Franklin Porter (né le 31 août 1882 à Bridgeport et mort le 27 juin 1965 à Hartford) est un sauteur en hauteur américain ayant remporté la médaille d'or aux Jeux olympiques d'été de 1908 à Londres avec un saut à 1,905 m. Il fait ses études supérieures à l'université Cornell.

## Palmarès
- 1908 - Jeux olympiques d'été : médaille d'or en saut en hauteur avec 1,905 m.